# Филграстим
Филграстим  (англ. Filgrastim), торговая марка Неупоген (Neupogen)— лекарственное средство для лечения нейтропении (состояния с низким количеством нейтрофилов). (Низкое количество нейтрофилов может наблюдаться при ВИЧ/СПИДе, после химиотерапии или радиационного отравления, также оно может быть вызвано неизвестной причиной.) Этот препарат можно также использовать для увеличения количества лейкоцитов при лейкоферезе.
Филграстим представляет собой форму рекомбинантной ДНК природного  гранулоцитарного колониестимулирующего фактора (Г-КСФ). Его действие заключается в стимуляции организма к увеличению производства нейтрофилов.
Препарат вводят внутривенно внутривенно или подкожно.
Общие побочные эффекты филграстима включают лихорадку, кашель, боль в груди, боль в суставах, рвоту и выпадение волос. Серьезные побочные эффекты включают разрыв селезенки и аллергические реакции. Неясно, безопасно ли для будущего ребенка его использование во время беременности матери.
Филграстим входит в Список основных лекарственных средств Всемирной организации здравоохранения. У фиглрастима имеются биоаналоги.

## История
Филграстим был впервые одобрен для медицинского применения в США в 1991 году.

### Биоаналоги
В 2015 году препарат filgrastim-sndz с торговым названием Zarxio компании Sandoz получил одобрение Управления по санитарному надзору за качеством пищевых продуктов и медикаментов США (FDA) в качестве биоаналога филграстима. Это был первый продукт, подпадающий под действие американского Закона о ценовой конкуренции и инновациях биологических препаратов от 2009 года (англ. BPCI Act) в рамках Закона о доступном медицинском обслуживании. В FDA отметили, что Zarxio был одобрен именно как биоаналог, а не как взаимозаменяемый продукт. А в соответствии с Законом о BPCI только биологический препарат, который был одобрен как «взаимозаменяемый», может быть заменен эталонным продуктом без вмешательства поставщика медицинских услуг, который прописал эталонный продукт. FDA заявило, что его одобрение Zarxio основано на обзоре доказательств, включающих структурные и функциональные характеристики, данные исследований на животных, данные о фармакокинетике и фармакодинамике человека, данные о клинической иммуногенности и другие клинические данные о безопасности и эффективности, которые демонстрируют, что Zarxio является биоподобным для Neupogen.
В 2018 году филграстим-аафи (торговое название Nivestym) был одобрен для использования в США.
В сентябре 2008 года Ратиограстим, Теваграстим, Биограстим и Филграстим ратиофарм были одобрены для использования в Европейском Союзе. Филграстим ратиофарм был отозван в июле 2011 года, а Биограстим был отозван в декабре 2016 года.
В феврале 2009 года в Европейском Союзе были одобрены Filgrastim Hexal и Zarzio, в июне 2010 года — Нивестим, в октябре 2013 года — Grastofil, в сентябре 2014 года — Accofil.
В 2016 году Министерство здравоохранения Турецкой Республики одобрило  к применению Fraven.
В апреле 2020 года в Канаде был одобрен для медицинского применения  Нивестим, а в октябре 2021 года — Nypozi.
В октябре 2021 года Нипози был одобрен для медицинского применения в Канаде.

## Фармакологические свойства

### Механизм действия
Гранулоцитарный колониестимулирующий фактор (Г-КСФ) стимулирует производство нейтрофилов и, как было показано in vivo и in vitro, оказывает минимальное прямое влияние на продукцию других типов гемопоэтических клеток. Нейпоген (филграстим) — это название рекомбинантного метионилового колониестимулирующего фактора гранулоцитов человека (r-metHuG-CSF).

## Применение
Филграстим используется для лечения нейтропении, стимулируя костный мозг для увеличения производства нейтрофилов. Причины нейтропении включают химиотерапию и трансплантацию костного мозга.
Применяется в комбинации с другими препаратами: мотиксафортид.

## Эффективность и безопасность
О влиянии филграстима на развитие плода при его использовании во время беременности нет данных.

### Побочные эффекты
Наиболее часто наблюдаемыми побочными эффектами являются легкая боль в костях после многократного введения и местные кожные реакции в месте инъекции. Другие наблюдаемые побочные эффекты включают серьезные аллергические реакции (включая сыпь по всему телу, одышку, свистящее дыхание, головокружение, отек вокруг рта или глаз, учащенный пульс и потливость), разрыв селезенки (иногда приводящий к смерти), альвеолярное кровотечение, острый респираторный дистресс-синдром и кровохарканье. Тяжелые кризы серповидно-клеточной анемии, в некоторых случаях приводившие к смерти, были связаны с применением филграстима у пациентов с серповидно-клеточной анемией.

## Сравнительная экономическая эффективность
Вскоре после появления филграстима на рынке его экономическая эффективность, как средства профилактики фебрильной нейтропении, зависела от клинической ситуации и финансовой модели, используемой для оплаты лечения. В некоторых случаях пегфилграстим длительного действия может быть более рентабельным.
Появление на рынке биоаналогов привело к снижению цены оригинального запатентованного продукта и расширению использования.